# Sumacja
Sumacja – rodzaj puenty, charakterystyczny dla literatury barokowej. Polega na zebraniu wszystkich najważniejszych elementów wiersza, by poprzez pomysłowe ich połączenie wywołać nowy, zaskakujący efekt. Występuje jako nagromadzenie na końcu utworu wyrazów, które pojawiły się wcześniej w wierszu. Przykładem sumacji jest wiersz Daniela Naborowskiego Na oczy królewny angielskiej, która była za Fryderykiem, falcgrafem reńskim, obranym królem czeskim.
Twe oczy, skąd Kupido na wsze ziemskie kraje,
[...]
Nie oczy, lecz pochodnie dwie nielitościwe,
[...]
Nie pochodnie, lecz gwiazdy, których jasne zorze
[...]
Nie gwiazdy, ale słońca pałające różno,
[...]
Nie słońca, ale nieba, bo swój obrót mają
[...]
Nie nieba, ale dziwnej mocy są bogowie,
[...]
Nie bogowie też zgoła, bo azaż bogowie
[...]
Nie nieba: niebo torem jednostajnym chodzi;
Nie słońca: słońce jedno wschodzi i zachodzi;
Nie gwiazdy, bo te tylko w ciemności panują;
Nie pochodnie, bo lada wiatrom te hołdują.
Lecz się wszytko zamyka w jednym oka słowie:
Pochodnie, gwiazdy, słońca, nieba i bogowie.
Sumacja występuje regularnie w sestynie lirycznej.